# Rajkai László
Rajkai László (Kassa, 1923. február 3. – 2010. március 29.) magyar válogatott jégkorongozó, szövetségi kapitány, mesteredző.

## Pályafutása
Rajkai László 1946 és 1960 között 190 mérkőzésen szerepelt a Ferencvárosban, játékosként  három (1951, 1955, 1956), edzőként nyolc bajnoki címet szerzett a zöld-fehérekkel. Tagja volt annak a bajnokcsapatnak, amely a bajnoki aranyérmet száz százalékos teljesítménnyel nyerte meg 1951-ben. Akkor még a második sorban kapott lehetőséget, a következő években azonban az első sor stabil tagjává vált. Gólerős játékos volt, 1955-ös szezon első fordulójában kilenc gólt ütött.
Játékosként és edzőként is csak a Ferencvárost szolgálta, szövetségi kapitánykodása idején érte el a magyar válogatott legnagyobb sikerét, az 1965-ös jégkorong-világbajnokságon a 10. helyen végzett. 1996-ban mesteredzői címet kapott, a magyar jégkorongsport hazai képviselői közül elsőként.
2011-ben a Magyar Jégkorong Szövetség Hírességek Csarnoka néven létrehozta a magyar jégkorongsport Hall of Fame-jét, amelyek posztumusz tagja lett Rajkai László.
"Amikor a Budapest Sportcsarnok leégett, az alagsorban lévő jégpályának semmi baja nem lett. Másnap mentem be az öltözőbe, volt ott egy szekrényem, mindenemet ott tároltam, a korcsolyától a feljegyzésekig, az edzéstervekig, de még néhány ereklyémet is. Amit a tűz megkímélt, mások elintézték: reggelre feltörték a szekrényemet, mindent elvittek belőle. Ez volt az a pont, amikor úgy éreztem, nem érdemes folytatnom az edzőséget. Ha a BS nem ég le, még ma is ott állnék a kispadon, a jégpálya mellett.
"

## Külső hivatkozások
- Magyar Jégkorong Szövetség Adatbázisa